# 张景祜
张景祜（1892年—1967年），字培承，男，天津人，中国泥塑艺术家，“泥人张”第三代传人。曾任中国美术家协会理事，第二、三、四届全国政协委员。

## 家庭
祖父张长林，父亲张玉亭，儿子张锠。